# Paravelleda bispinosa
Paravelleda bispinosa är en skalbaggsart som först beskrevs av Aurivillius 1910.  Paravelleda bispinosa ingår i släktet Paravelleda och familjen långhorningar.
Artens utbredningsområde är Rwanda. Inga underarter finns listade i Catalogue of Life.